# Geisingen
Geisingen (pronunciación en alemán: /ˈɡaɪ̯zɪŋən/ⓘ) es una pequeña ciudad alemana de unos 6280 habitantes en el suroeste del distrito de Tuttlingen en el sur de Baden-Wurtemberg. Está ubicada en la orilla del Danubio en la meseta de la Baar.

Aulfingen, la iglesia: Kirche Sankt Nikolaus

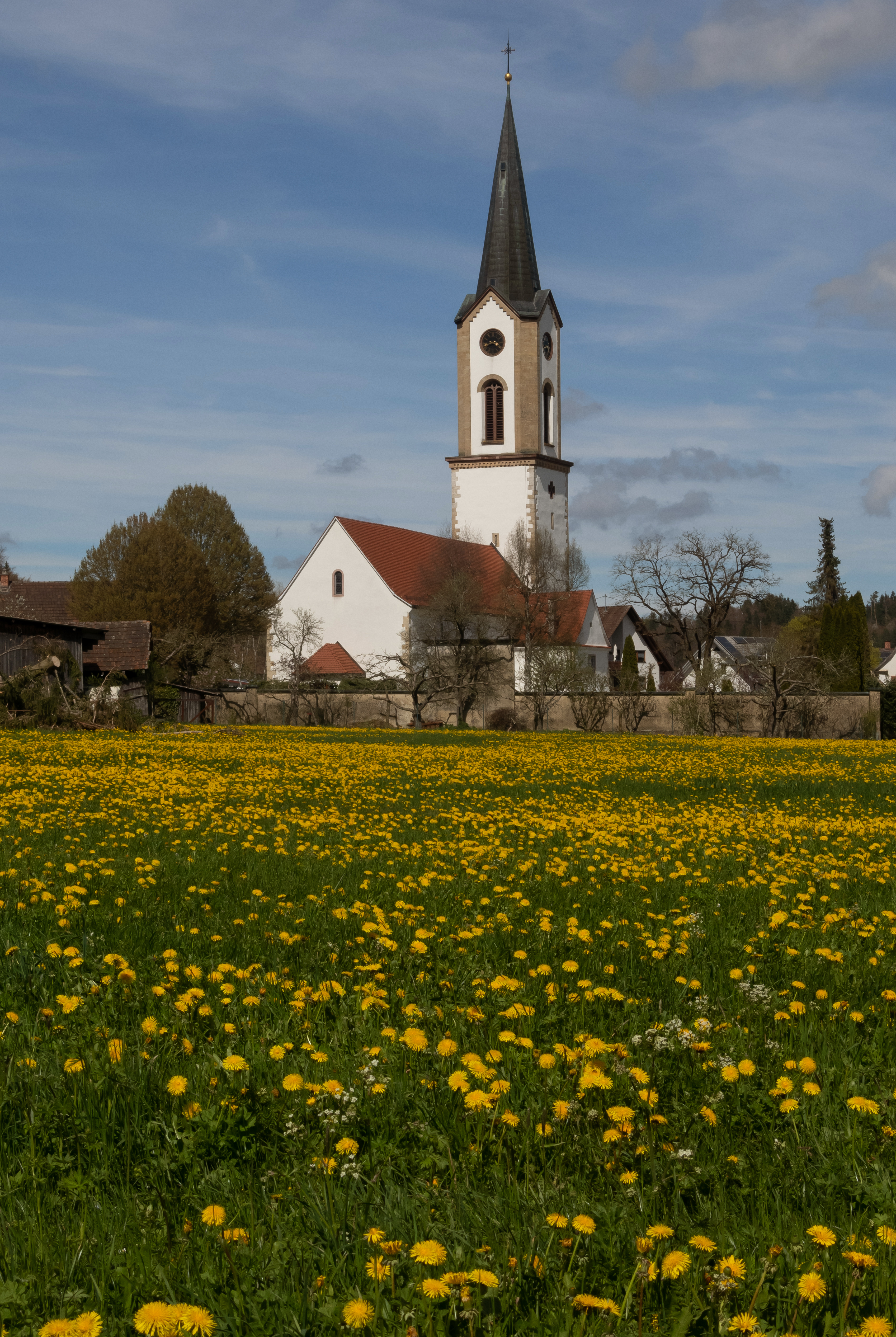
Kirchen Hausen, la iglesia: Pfarrkirche Sankt Marien